# William Cecil, 2. Earl of Salisbury

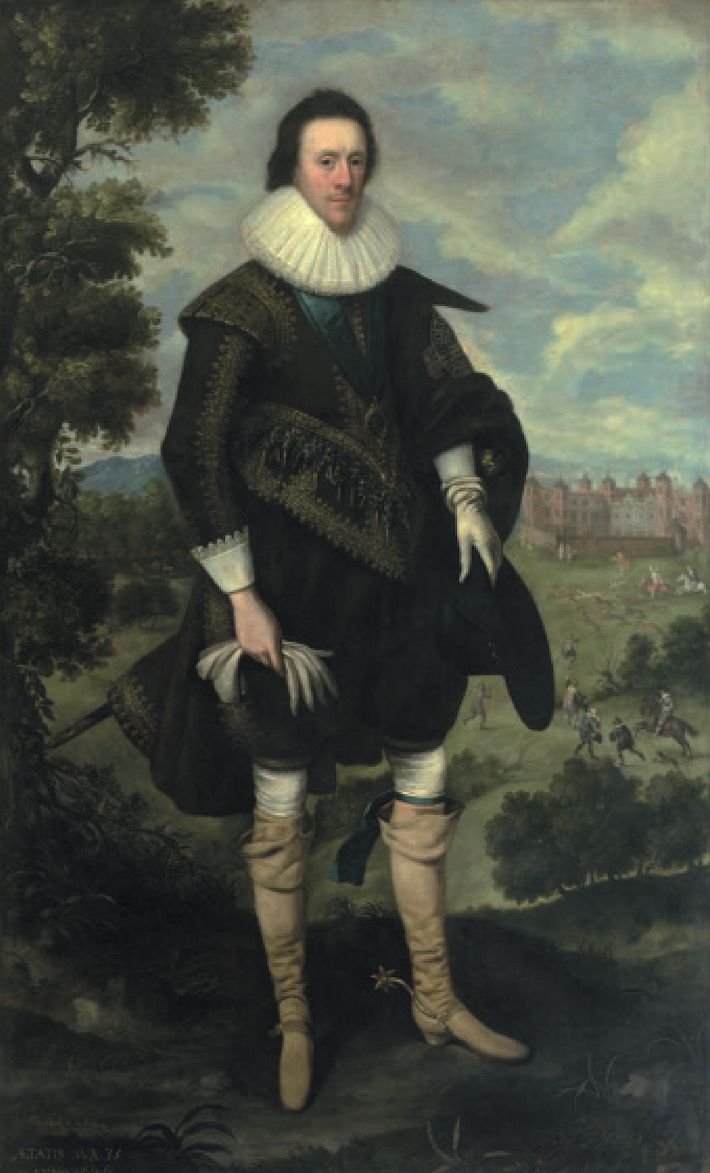
William Cecil, 2. Earl of Salisbury, 1626

William Cecil, 2. Earl of Salisbury, KG, PC (* 28. März 1591 in Westminster; † 3. Dezember 1668 in Hatfield House) war ein englischer Peer und Politiker.

## Leben
Cecil war der einzige Sohn von Robert Cecil, 1. Earl of Salisbury, und Elizabeth Brooke, Tochter von William Brooke, 10. Baron Cobham. Er wurde am 11. April 1591 in St Clement Danes getauft. Seine Mutter starb, als er sechs Jahre alt war, und er wurde von seiner Tante Frances Stourton aufgezogen. Seine Ausbildung erhielt er an der Sherborne School und dem St John’s College, Cambridge.
König Jakob I. erhob seinen Vater 1603 zum Baron Cecil, 1604 zum Viscount Cranborne und 1605 zum Earl of Salisbury. Nachdem sein Vater zum Earl erhoben worden war, führte Cecil den Höflichkeitstitel Viscount Cranborne. Am 6. Januar 1605 wurde der junge Cecil im Rahmen der Feierlichkeiten zur Investitur des Kronprinzen und späteren Königs Karl I. als Duke of York zum Knight of the Bath geschlagen. 1608 schickte ihn sein Vater nach Frankreich. Nach kurzer Zeit holte er ihn für die Heirat mit Lady Catherine Howard, der Tochter von Thomas Howard, 1. Earl of Suffolk, im Dezember 1608 zurück. Sein Vater schickte ihn erneut nach Frankreich, da er der Meinung war, dass sein Sohn zwei Jahre im Ausland leben sollte. Als Jakob I. seinen Sohn Henry als Prince of Wales einsetzen wollte, holte Cecils Vater, damals Lord High Treasurer, ihn 1610 für die Zeremonie zurück. Danach reiste Cecil nach Venedig und Padua. Als er in Padua erkrankte kehrte er 1610 zurück.

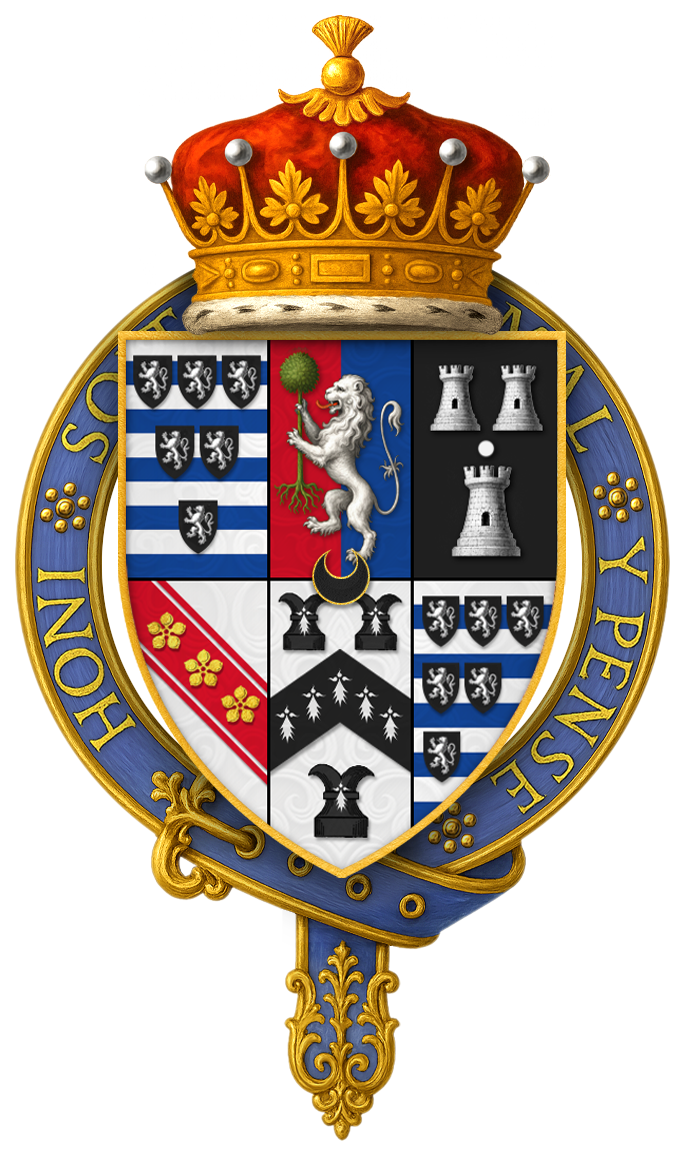
Wappen des William Cecil, 2. Earl of Salisbury, KG

Als 1612 sein Vater starb, erbte er dessen Adelstitel als 2. Earl of Salisbury. Bald darauf wurde er zum Lord Lieutenant von Hertfordshire ernannt und 1624 als Knight Companion in den Hosenbandorden aufgenommen.
König Karl I. machte ihn 1626 zum Mitglied des Privy Council. Lord Salisbury war verärgert, als er nicht zum Master des Court of Wards and Liveries, aber erfreut als er zum Captain of the Honourable Band of Gentlemen Pensioners ernannt wurde.
Lord Salisbury nutzte die 1630er um seinen Stammsitz Hatfield House auszubauen. Er machte es zu einem kulturellen Zentrum und war Mäzen für den Maler Peter Lely, den Musiker Nicholas Lanier und den Gärtner John Tradescant den Älteren.

## Rolle im englischen Bürgerkrieg 1640–1649
Nach den Bischofskriegen beugte sich Lord Salisbury der gemäßigten Partei des House of Lords, welche das House of Commons bei ihrem Versuch unterstützte, die Willkür in der Regierung wieder zu entfernen. Während des Englischen Bürgerkriegs wurden 1642 seine Besitzungen in Cranborne in Dorset zerstört.
1648 war er Mitglied einer Deputation, die mit König Karl I. auf der Isle of Wight verhandelt sollte. Die Verhandlungen scheiterten. Salisbury unterstützte den Königsmord an Karl I. nicht.
Nach der Hinrichtung des Königs beschloss er, den Commonwealth of England zu unterstützen.

## Während des Interregnum, 1649–1656
Lord Salisbury war von 1649 bis 1651 Mitglied des English Council of State. Im Rumpfparlament war er Member of Parliament für King’s Lynn.
Während des Protectorate war er allerdings vom öffentlichen Leben ausgeschlossen. 1656 wurde er zum Abgeordneten für Hertfordshire gewählt. Er durfte den Sitz aber nicht einnehmen.

## Späte Jahre 1656–1668

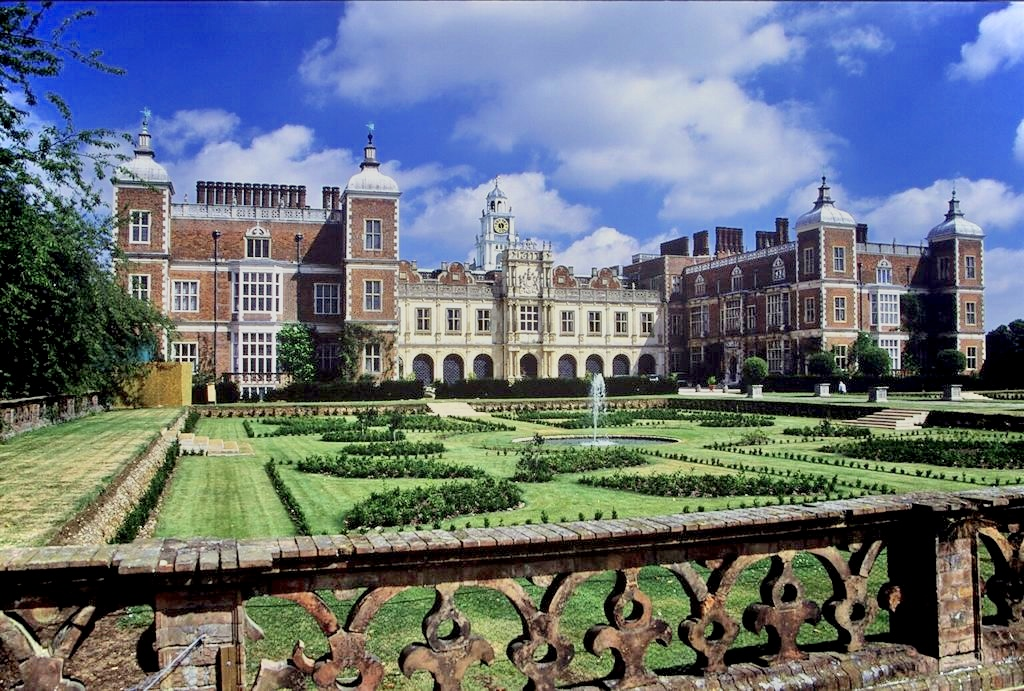
Hatfield House, Hertfordshire

Anschließend zog er sich nach Hatfield House zurück.
Nach der Stuart-Restauration 1660 ernannte Karl II. ihn 1663 zum High Steward of St Albans.
In seinen späten Jahren ließen seine geistigen Fähigkeiten nach.
Bei seinem Tod 1668 folgte ihm sein Enkel James Cecil als dritter Earl, da sein Sohn, dessen Vater, Charles bereits 1660 gestorben war.

## Nachkommen
Cecil heiratete Catherine Howard, der Tochter von Thomas Howard, 1. Earl of Suffolk, am 1. Dezember 1608. Sie hatten zwölf Kinder:
- James Cecil, Viscount Cranborne (*/† 1616);
- Charles Cecil, Viscount Cranborne (1619–1660), MP für Hertford, ⚭ Lady Diana Maxwell, Tochter des James Maxwell, 1. Earl of Dirletoun;
- Lady Anne Cecil († 1637), ⚭ Algernon Percy, 10. Earl of Northumberland;
- Lady Diana Cecil (1622–1633);
- Lady Catherine Cecil († 1652), ⚭ Philip Sidney, 3. Earl of Leicester;
- Lady Elizabeth Cecil († 1689), ⚭ William Cavendish, 3. Earl of Devonshire;
- Hon. Algernon Cecil († 1676), MP für Old Sarum, ⚭ Dorothy Nevile;
- Lady Mary Cecil, ⚭ Lord William Sandys († 1668);
- Hon. Robert Cecil ⚭ Catherine Hopton;
- Hon. Philip Cecil ⚭ Ursula Allen;
- Hon. William Cecil ⚭ Elizabeth Lawley;
- Hon. Edward Cecil.